# Лебедєв Олександр Миколайович
Лебедєв Олександр Миколайович — радянський і український композитор, музичний педагог.

## Біографія
Народився 3 квітня 1938 року у Сімферополі. Випускник Московської консерваторії (1964; клас композиції Тихона Хрєнникова). Викладав у Кримському педагогічному інституті у Сімферополі (1965-66), Калузькому музичному училищі (1966-67), у музичних школах (1967-71), у Сімферопольському культурно-освітньому училищі (1971-73). 
З 1974 року працював концертмейстером у Сімферополі. З 1990 року на творчій роботі. Член Національного союзу композиторів України з 1976 року.
Помер 16 травня 2013 року.

## Твори
Для симфонічного оркестру — Симфонієта (1967), поема «Монумент» (1974); для голосу з оркестром — Кантата (1972); для фортепіано з оркестром — Концерт (1976), Симфонія-концерт (1987); для естрадно-симфонічного оркестру — Ноктюрн (1980); для фортепіано — Варіації (1967); два струнні квартети (1981, 1985); для скрипки і фортепіано — «Романтична поема» (1982); для баяна — Поема (1968); мюзикл «Золоте курча» (1984); романси, пісні для дітей; музика до вистав; музика до кінофільмів «Все для Вас» (1964), «Гіркі зерна» / Gustul pinii (1964), «Коли відлітають лелеки» (1964), «13 доручень» (1966/1969; режисер В. Лисенко), «Загін особливого призначення» (1978; режисер В. Лисенко).